# Mylo (Sony)
 (juillet 2022).
La mise en forme du texte ne suit pas les recommandations de Wikipédia : il faut le « wikifier ».
Les points d'amélioration suivants sont les cas les plus fréquents. Le détail des points à revoir est peut-être précisé sur la page de discussion.
- Les titres sont pré-formatés par le logiciel. Ils ne sont ni en capitales, ni en gras.
- Le texte ne doit pas être écrit en capitales (les noms de famille non plus), ni en gras, ni en italique, ni en « petit »…
- Le gras n'est utilisé que pour surligner le titre de l'article dans l'introduction, une seule fois.
- L'italique est rarement utilisé : mots en langue étrangère, titres d'œuvres, noms de bateaux, etc.
- Les citations ne sont pas en italique mais en corps de texte normal. Elles sont entourées par des guillemets français : « et ».
- Les listes à puces sont à éviter, des paragraphes rédigés étant largement préférés. Les tableaux sont à réserver à la présentation de données structurées (résultats, etc.).
- Les appels de note de bas de page (petits chiffres en exposant, introduits par l'outil «  Source ») sont à placer entre la fin de phrase et le point final[comme ça].
- Les liens internes (vers d'autres articles de Wikipédia) sont à choisir avec parcimonie. Créez des liens vers des articles approfondissant le sujet. Les termes génériques sans rapport avec le sujet sont à éviter, ainsi que les répétitions de liens vers un même terme.
- Les liens externes sont à placer uniquement dans une section « Liens externes », à la fin de l'article. Ces liens sont à choisir avec parcimonie suivant les règles définies. Si un lien sert de source à l'article, son insertion dans le texte est à faire par les notes de bas de page.
- La présentation des références doit suivre les conventions bibliographiques. Il est recommandé d'utiliser les modèles {{Ouvrage}}, {{Chapitre}}, {{Article}}, {{Lien web}} et/ou {{Bibliographie}}. Le mode d'édition visuel peut mettre en forme automatiquement les références.
- Insérer une infobox (cadre d'informations à droite) n'est pas obligatoire pour parachever la mise en page.

Pour une aide détaillée, merci de consulter Aide:Wikification.
Si vous pensez que ces points ont été résolus, vous pouvez retirer ce bandeau et améliorer la mise en forme d'un autre article.
Le Mylo (pour "My Life Online") est un appareil créé et commercialisé par Sony pour la messagerie instantanée portable et d'autres communications basées sur Internet, la navigation sur des sites Web (grâce au navigateur Opera) et la lecture et le partage de fichiers multimédias. L'appareil qui a fait ses débuts en 2006, possède un écran qui coulisse pour révéler un clavier QWERTY. Le Mylo utilise le Wi-Fi au lieu des réseaux cellulaires, le Mylo était destiné à la tranche d'âge 18-24 ans.
En utilisant les réseaux Wi-Fi pour la connectivité Internet, Mylo a offert aux utilisateurs la possibilité de réduire les coûts de connectivité en évitant la nécessité d'utiliser les réseaux cellulaires GSM, CDMA ou 3G qui étaient habituellement utilisés pour les appareils de cette taille et avec  cette fonctionnalité.

## Histoire
Mylo COM-1
La première version du mylo de Sony a été lancée le 15 septembre 2006 et comprend 1 Go de mémoire flash embarquée et un emplacement d'extension Memory Stick PRO Duo.
Le mylo mesure 23,9 mm (31/32 pouces) d'épaisseur, 123 mm (4⅞ pouces) de largeur, 63 mm (2½ pouces) de hauteur et arbore un écran LCD (320 × 240) de 6,1 cm (2,4 pouces). Son facteur de forme est similaire au T-Mobile Sidekick lorsqu'il est tenu en mode paysage et dispose d'un clavier QWERTY coulissant. Les couleurs de son modèle initial étaient un noir et blanc brillant.
Mylo COM-2
Le 6 janvier 2008, la deuxième édition du mylo de Sony a été annoncée au CES 2008 à Las Vegas. Cette version était basée sur la technologie PSP et comprenait AIM, un écran tactile et un appareil photo. Le navigateur Internet est passé de Opera à NetFront [citation nécessaire]. Il prend en charge Adobe Flash pour la visualisation de contenus Flash tels que les vidéos YouTube et pour les jeux basés sur Flash. Le mylo COM-2 disposait d'une mémoire flash de 1 Go qui pouvait être utilisée pour la lecture de musique et de vidéos. Deux couleurs étaient disponibles : noir et blanc. Le mylo COM-2 était doté d'une connectivité sans fil G. Le clavier était également rétroéclairé. La version 1.201 du logiciel système a ajouté le support de l'enregistrement vidéo. Le mylo COM-2 a été mis en vente sur SonyStyle.com le 25 janvier 2008 au prix de 299 $. Ce prix a été réduit à 199 $ avant les fêtes de fin d'année et il a rapidement été retiré de la production en raison de ses mauvaises ventes.

## Logiciel

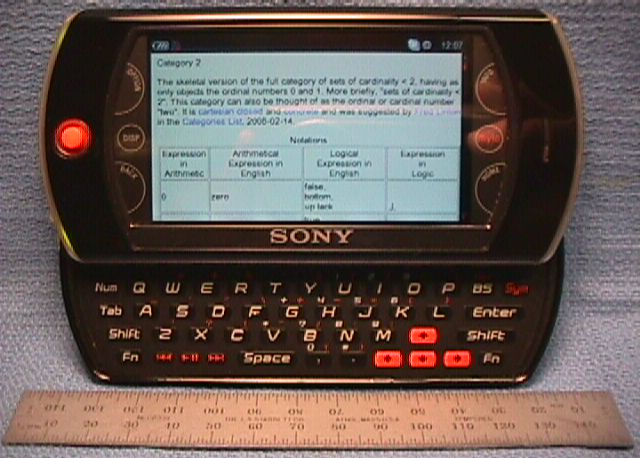
Le mylo COM-2. La longueur de la règle en acier est de 15 cm.

Le menu des applications logicielles du mylo est regroupé par fonction.
Communication
Les applications suivantes du groupe du menu principal utilisent la connexion Wi-Fi :
- AOL Instant Messenger (COM-2 uniquement)
- Skype. Comprend les fonctions : Composer (Skype vers téléphone), appeler (Skype vers Skype), discuter (messagerie instantanée) et envoyer (et recevoir) des fichiers. Peut également recevoir (téléphone vers Skype).
- Google Talk. Permet de chatter (messagerie instantanée) avec des contacts Google Talk et XMPP. Un lien vers Gmail (version WAP) est inclus.
- Yahoo ! Messenger. L'application de messagerie texte comprend également un lien vers Yahoo ! Mail (version WAP).
- Application ad hoc. Cette application Peer-to-peer permet au mylo de partager des listes de lecture et de diffuser des chansons directement sur un autre mylo[2].
- Ne peut pas être utilisé nativement pour envoyer ou recevoir des messages texte (SMS) vers ou depuis des téléphones cellulaires ; il est strictement réservé à la messagerie et au web.

Web
COM-1. Le navigateur Web Opera permet un certain nombre de configurations pour aider à minimiser les limites du petit écran (320×240), notamment le zoom (%), la taille du texte (petit, normal, grand) et le mode d'affichage (normal ou adapté à l'écran).
COM-2. NetFront avec le support de Flash Lite est le navigateur web qui est fourni avec le mylo COM-2.
Media
COM-1. Le lecteur supporte les formats audio MP3, WMA (sécurisé et non sécurisé) et ATRAC 3. Le lecteur d'images prend en charge les formats JPG, PNG et Bitmap. Le lecteur vidéo prend en charge le format vidéo MPEG-4/AAC. L'application texte est un simple éditeur de texte.
COM-2. Le lecteur supporte les formats MP3, WMA (sécurisé et non sécurisé), AAC (sans DRM) et ATRAC3. Le lecteur d'images prend en charge les formats JPEG, PNG et BMP. Le lecteur vidéo prend en charge le profil simple MPEG-4/AAC et le profil de base MPEG-4/AAC AVC H.264. Il prend également en charge le format WMV à partir de la version 1.101 du microprogramme, qui a été publiée en avril 2008.
Sur les deux modèles, le contenu DRM en Windows Media Audio et Adaptive Transform Acoustic Coding 3 est limité à la mémoire interne de 1 Go. La lecture DRM n'est pas possible via Memory Stick car Magic Gate n'est pas disponible et Windows Media DRM n'est pas actuellement possible sur les Memory Sticks.
Outils
- Les utilitaires de ce groupe de menus comprennent le gestionnaire de connexion pour gérer la configuration Wi-Fi, un gestionnaire de fichiers, un outil de mise à jour du firmware.

## Connectivité
Avec la configuration du mode USB réglée sur la valeur par défaut (MSC), le mylo agit comme une Clé USB. La musique et les autres fichiers peuvent alors être transférés depuis un PC à l'aide du logiciel SonicStage inclus ou par glisser-déposer à l'aide d'un gestionnaire de fichiers. Lorsque le mode USB est réglé sur MTP, on peut synchroniser des fichiers audio via Windows Media Player. Lorsqu'il est connecté via USB, l'écran du mylo affiche le mode USB actuellement utilisé et suspend tout programme en cours d'exécution.
La connexion Wi-Fi 802.11b est démarrée soit avec le bouton coulissant LAN sans fil, soit automatiquement lorsque l'une des applications Internet du mylo (c'est-à-dire Skype, Yahoo ! Messenger, Google Talk, Opera) tente d'accéder au réseau et qu'une connexion Wi-Fi en mode infrastructure n'a pas encore été établie. Le mode Wi-Fi peut être commuté en mode Ad Hoc pour permettre l'utilisation de l'application Ad Hoc. Bien que l'appareil soit commercialisé pour les personnes en déplacement, le Mylo n'a pas les capacités Bluetooth couramment utilisées, pour permettre une connexion facile avec d'autres appareils mobiles compatibles avec ce protocole sans fil.
Les propriétaires du modèle COM-1 avaient accès à n'importe quel Hotspot T-Mobile pendant la première année. Les propriétaires du modèle COM-2 avaient accès à plus de 10 000 points d'accès Wayport dans tout le pays, jusqu'au 31 décembre 2010 ; lus de 9 000 de ces emplacements sont des restaurants McDonald's.

## Modèles
| Model (and generation) | Model (and generation) | Image      | Capacity | Changes introduced                              | Connection       | Original release date | Launch price (US$) |
| ---------------------- | ---------------------- | ---------- | -------- | ----------------------------------------------- | ---------------- | --------------------- | ------------------ |
| COM–1                  | 1G                     | Mylo Com-1 | 1 GB     | Premier modèle. Disponible en Noir et en blanc. | USB, Wi-Fi (b)   | September 2006        | $349.99            |
| COM–2                  | 2G                     | Mylo Com-2 | 1 GB     | Second modèle. Disponible en Noir et en blanc.  | USB, Wi-Fi (b/g) | February 2008         | $299.99            |

## Caractéristiques
Processeur : Freescale i.MX21 (pour le COM-1)
Le mylo COM- 1 est doté d'un écran LCD de 2,4 pouces (320 × 240), d'une mémoire flash de 400 Mo (extensible à 4 Go), d'une connectivité mini-USB, d'un emplacement Memory Stick Duo, d'un réseau sans fil 802.11b intégré (prenant en charge les sécurités WEP et WPA-PSK) et d'une batterie lithium-ion offrant jusqu'à 45 heures de lecture de musique, 8 heures de vidéo et jusqu'à 76 heures de conversation VoIP. Ajoutez à cela une entrée CC pour la recharge ou le fonctionnement " câblé " avec l'adaptateur secteur, une interface casque/microphone à 10 broches (un adaptateur est fourni), un clavier QWERTY coulissant pour composer des messages, et un poids total d'environ 157 grammes (5,4 onces), batterie comprise.